# Tilletia sporoboli
Tilletia sporoboli är en svampart som beskrevs av Vánky 2000. Tilletia sporoboli ingår i släktet Tilletia och familjen Tilletiaceae.   Inga underarter finns listade i Catalogue of Life.